# Čas holin
Čas holin (2014) je páté řadové album folkové skupiny Bratři Ebenové. Nahráli ho Marek, Kryštof a David Ebenové opět s hosty ze skupiny Etc... (Pavel Skála, Jiří Veselý, Jiří Zelenka) a s kontrabasistou Jaromírem Honzákem. Dalšími hosty byli trumpetista Oskar Török ve třech skladbách a zpěváci Barbora Kabátková a Pavel Bohatý, který byl také zvukařem alba. Album obsahuje 11 autorských písní Marka Ebena, text písně Sbohem a šáteček napsal Vítězslav Nezval, text písně Routa je na motivy Williama Shakespeara.
Album bylo oceněno Andělem pro nejlepší album roku v kategorii folk & country.

## Seznam písní
1. Nic není tak horký – 3:50
2. Hey-By – 4:41
3. Routa – 3:52
4. Čas holin – 3:48
5. Sbohem a šáteček – 3:03
6. Noviny – 3:54
7. Zapomeneš – 3:56
8. Byl jsi někde – 3:33
9. Zimní slevy – 4:05
10. Příjemný let – 2:46
11. Tsunami – 4:42
12. Zvláštní území – 2:32
13. V Betlémě – 2:18

Na LP vyšlo pouze 11 písní a v jiném pořadí:
- 1. strana: Tsunami, V Betlémě, Čas holin, Sbohem a šáteček, Noviny
- 2. strana: Hey-By, Routa, Byl jsi někde, Zapomeneš, Zvláštní území, Nic není tak horký